# Thành phố Hồi giáo lịch sử Bagerhat
Thành phố Hồi Giáo lịch sử Bagerhat (tiếng Bengal: মসজিদের শহর বাগেরহাট) là thành phố đã mất nằm ở ngoại ô Bagerhat thuộc huyện Bagerhat, trong phân khu Khulna ở phía tây nam Bangladesh. Bagerhat nằm cách Khulna khoảng 15 dặm về phía nam đông và cách Dhaka khoảng 200 dặm về phía tây nam.
Ban đầu nó được biết đến với tên Khalifatabad và được biết đến là "Thị trấn bạc hà của Vương quốc Hồi giáo Bengal", thành phố này được thành lập vào thế kỷ 15 bởi vị thánh chiến Thổ Nhĩ Kỳ Khan Jahan Ali.
Forbes đã liệt kê đây là một trong số 15 thành phố mất tích trên thế giới với hơn 50 di tích Hồi giáo đặc biệt ở Bengal là biến thể của kiến trúc Ấn Độ-Hồi giáo. Chúng đã được phát hiện sau khi thảm thực vật bao phủ chúng sau nhiều thế kỷ được loại bỏ. Địa điểm này được UNESCO công nhận là Di sản thế giới từ năm 1985 như là một ví dụ nổi bật về một quần thể kiến trúc, minh họa một giai đoạn quan trọng trong lịch sử loài người. Nổi tiếng nhất tại đây là Nhà thờ Hồi giáo Sixty Dome với 60 cột trụ và 77 mái vòm. Ngoài ra, một số di tích cũng được liệt kê trong danh sách Di sản thế giới gồm lăng mộ Khan Jahan, nhà thờ Hồi giáo Singar, Bibi Begni, Reza Khoda, Zindavir đều là các di tích độc đáo.

## Địa lý
Thành phố nằm ở ngã ba sông Hằng và Bradmaputra, cách bờ biển khoảng 60 kilômét (37 mi). Nó trải rộng khoảng 50 kilômét vuông (19 dặm vuông Anh), bên bờ sông Moribund là nhánh của sông Bhairab dọc theo một đoạn dài 6 kilômét (3,7 mi) và là một phần của rừng ngập mặn Sundarban. Khu vực này được xây dựng vào thế kỷ 15 và được biết đến với tên Khalifatabad trong thế kỷ 16. Với bản chất của môi trường sống rừng rậm và nó là nơi sinh sống của nhiều cá thể hổ, thành phố được phát triển với cơ sở hạ tầng độc đáo để có thể định cư được. Ngày nay, tất cả các di tích đều nằm trong môi trường tự nhiên hoang sơ của vùng đất hiện là nông trại, được bao quanh bởi những cây cọ.

## Kiến trúc
Quy hoạch thành phố bị chi phối rõ rệt bởi phong cách kiến trúc Hồi giáo, đặc biệt các chi tiết trang trí là sự kết hợp giữa phong cách kiến trúc Mogul và Thổ Nhĩ Kỳ. Toàn thành phố có đến 360 nhà thờ Hồi giáo, hầu hết thiết kế giống nhau cùng nhiều tòa nhà công cộng, lăng mộ, cầu, mạng lưới đường và hồ chứa nước. Vật liệu được sử dụng trong xây dựng công trình là gạch nung, qua nhiều thế kỷ đã bị hủy hoại trong điều kiện đất và không khí bị nhiễm mặn.